# Max Arendt

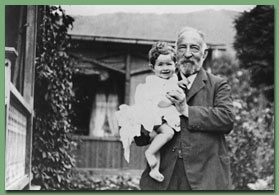
Max mit Hannah Arendt (1907)

Max Arendt (* 1843 in Königsberg; † 1913 ebenda) war ein deutscher Großkaufmann und Kommunalpolitiker in Königsberg (Preußen).

## Leben
Die Familie Max Arendts war in zweiter Generation in Königsberg ansässig.
Arendt war über viele Jahre Stadtverordneten-Vorsteher in Königsberg. Von 1910 bis 1913 war er Vorsteher der Repräsentantenversammlung der jüdischen Gemeinde und von 1908 bis 1913 Vorsitzender der Zentral-Armenkommission. Er war bekanntes Mitglied des Central-Vereins deutscher Staatsbürger jüdischen Glaubens und bekannte sich ausdrücklich zum Deutschtum. Als Vorsitzender der Stadtverordnetenversammlung untersagte Arendt dem zionistisch ausgerichteten Turnverein Makkabi die Benutzung städtischer Turnhallen, da er sie deutschfeindlicher Bestrebungen verdächtigte.
Die Krankenschwester, Polizeiassistentin und Schriftstellerin Henriette Arendt war eine Tochter. Die politische Theoretikerin Hannah Arendt war eine Tochter seines Sohnes Paul Arendt (1873–1913), der an Syphilis erkrankt war und 1910 nach Königsberg zurückkehrte, wo dessen Frau Martha ihn während seines Siechtums pflegte. In dieser Zeit  kümmerte sich Max Arendt intensiv um seine Enkeltochter. In seinem Haus verkehrte in dieser Zeit auch der Zionist Kurt Blumenfeld.